# Lengyelország az 1988. évi nyári olimpiai játékokon
Lengyelország a dél-koreai Szöulban megrendezett 1988. évi nyári olimpiai játékok egyik részt vevő nemzete volt. Az országot az olimpián 19 sportágban 144 sportoló képviselte, akik összesen 16 érmet szereztek.

## Érmesek
| Érem  | Versenyző                                                            | Sportág      | Versenyszám              |
| ----- | -------------------------------------------------------------------- | ------------ | ------------------------ |
| Arany | Andrzej Wroński                                                      | Birkózás     | Kötöttfogás, 100 kg      |
| Arany | Waldemar Legień                                                      | Cselgáncs    | Férfi váltósúly          |
| Ezüst | Andrzej Głąb                                                         | Birkózás     | Kötöttfogás, 48 kg       |
| Ezüst | Janusz Pawłowski                                                     | Cselgáncs    | Férfi harmatsúly         |
| Ezüst | Marek Dopierała Marek Łbik                                           | Kajak-kenu   | Férfi kenu kettes 500 m  |
| Ezüst | Joachim Halupczok Zenon Jaskuła Marek Leśniewski Andrzej Sypytkowski | Kerékpározás | Férfi csapat időfutam    |
| Ezüst | Janusz Olech                                                         | Vívás        | Férfi kard, egyéni       |
| Bronz | Józef Tracz                                                          | Birkózás     | Kötöttfogás, 74 kg       |
| Bronz | Marek Dopierała Marek Łbik                                           | Kajak-kenu   | Férfi kenu kettes 1000 m |
| Bronz | Izabella Dylewska-Światowiak                                         | Kajak-kenu   | Női kajak egyes 500 m    |
| Bronz | Jan Dydak                                                            | Ökölvívás    | Váltósúly                |
| Bronz | Henryk Petrich                                                       | Ökölvívás    | Félnehézsúly             |
| Bronz | Andrzej Gołota                                                       | Ökölvívás    | Nehézsúly                |
| Bronz | Janusz Zarenkiewicz                                                  | Ökölvívás    | Szupernehézsúly          |
| Bronz | Sławomir Zawada                                                      | Súlyemelés   | 90 kg                    |
| Bronz | Artur Wojdat                                                         | Úszás        | Férfi 400 m gyors        |

## Asztalitenisz
Férfi
| Versenyző                       | Versenyszám | Csoportkör | Csoportkör | Nyolcaddöntő                                              | Negyeddöntő                                                                    | Elődöntő                                                                        | Döntő | Helyezés |
| Versenyző                       | Versenyszám | Ellenfél Eredmény | Hely.      | Ellenfél Eredmény                                         | Ellenfél Eredmény                                                              | Ellenfél Eredmény                                                               | Ellenfél Eredmény                                                                                          | Helyezés |
| ------------------------------- | ----------- | --- | ---------- | --------------------------------------------------------- | ------------------------------------------------------------------------------ | ------------------------------------------------------------------------------- | --- | -------- |
| Andrzej Grubba                  | Egyes       | D csoport · Francisco López (VEN) · 3:0 · Zoran Primorac (YUG) · 3:0 · Jörg Roßkopf (FRG) · 3:0 · Mijazaki Josihito (JPN) · 3:0 · Atanda Musa (NGR) · 3:0 · Gary Haberl (AUS) · 3:1 · Sujay Ghorpade (IND) · 3:0 | 1.         | Jörgen Persson (SWE) · 18–21, 10–21, 21–19, 19–21         | kiesett                                                                        | kiesett                                                                         | kiesett | 9.       |
| Leszek Kucharski                | Egyes       | G csoport · Mario Álvarez (DOM) · 3:0 · Ju Namgju (Yu Nam-Gyu) (KOR) · 0:3 · Mourad Sta (TUN) · 3:1 · Jindřich Panský (TCH) · 3:1 · Carl Prean (GBR) · 3:0 · Vong Vong Ju (HKG) · 3:1 · Joe Ng (CAN) · 3:2 | 2.         | Jan-Ove Waldner (SWE) · 23–21, 20–22, 21–17, 17–21, 14–21 | kiesett                                                                        | kiesett                                                                         | kiesett | 9.       |
| Piotr Molenda                   | Egyes       | E csoport · Szaitó Kijosi (JPN) · 0:3 · Kamlesh Mehta (IND) · 1:3 · Mariano Domuszcsiev (BUL) · 0:3 · Sherif El-Saket (EGY) · 3:1 · Jorge Gambra (CHI) · 3:1 · Kim Van (Kim Wan) (KOR) · 0:3 · Jörgen Persson (SWE) · 1:3 | 6.         | kiesett                                                   | kiesett                                                                        | kiesett                                                                         | kiesett | 41.      |
| Andrzej Grubba Leszek Kucharski | Páros       | D csoport · Chile (CHI) · Jorge Gambra · Marcos Núñez · 2:0 · Dél-Korea (KOR) · An Dzsehjong (An Jae-Hyeong) · Ju Namgju (Yu Nam-Gyu) · 0:2 · Nigéria (NGR) · Fatai Adeyemo · Yomi Bankole · 2:0 · NSZK (FRG) · Jörg Roßkopf · Steffen Fetzner · 2:0 · Japán (JPN) · Szaitó Kijosi · Vatanabe Takehiro · 2:0 · Brazília (BRA) · Carlos Kawai · Cláudio Kano · 2:1 · Hongkong (HKG) · Lou Chűn-szung (Lo Chuen Tsung) · Vong Vong Ju · 2:0 | 2.         |                                                           | Kína (CHN) · Csen Lung-can (Chen Longcan) · Iszeki Szeikó · 7–21, 21–12, 19–21 | Az 5–8. helyért · Svédország (SWE) · Erik Lindh · Jörgen Persson · 21–16, 21–13 | Az 5. helyért · Kína (CHN) · Csiang Csia-liang (Jiang Jialiang) · Hszü Ceng-caj (Xu Zengcai) · 7–21, 12–21 | 6.       |

## Atlétika
Férfi
| Versenyző         | Versenyszám     | Előfutam | Előfutam | Előfutam | Negyeddöntő | Negyeddöntő | Negyeddöntő | Elődöntő | Elődöntő | Elődöntő | Döntő   | Döntő    |
| Versenyző         | Versenyszám     | Idő      | Hely.    | Össz.    | Idő         | Hely.       | Össz.       | Idő      | Hely.    | Össz.    | Idő     | Helyezés |
| ----------------- | --------------- | -------- | -------- | -------- | ----------- | ----------- | ----------- | -------- | -------- | -------- | ------- | -------- |
| Tomasz Jędrusik   | 400 m           | 46,12    | 3.       | 13.      | 45,27       | 4.          | 13.         | 46,17    | 8.       | 16.      | kiesett | kiesett  |
| Ryszard Ostrowski | 800 m           | 1:49,04  | 3.       | 34.      | 1:47,72     | 6.          | 26.         | kiesett  | kiesett  | kiesett  | kiesett | kiesett  |
| Bogusław Mamiński | 3000 m akadály  | 8:45,72  | 6.       | 23.      |             |             |             | 8:18,28  | 6.       | 8.       | 8:15,97 | 8.       |
| Zdzisław Szlapkin | 20 km gyaloglás |          |          |          |             |             |             |          |          |          | 1:27:23 | 36.      |
| Jacek Bednarek    | 50 km gyaloglás |          |          |          |             |             |             |          |          |          | 3:58:31 | 24.      |

| Versenyző          | Versenyszám | Selejtező | Selejtező | Döntő                    | Döntő                    |
| Versenyző          | Versenyszám | Eredmény  | Helyezés  | Eredmény                 | Helyezés                 |
| ------------------ | ----------- | --------- | --------- | ------------------------ | ------------------------ |
| Krzysztof Krawczyk | Magasugrás  | 225 cm    | 15.       | 231 cm                   | 12.                      |
| Artur Partyka      | Magasugrás  | 219 cm    | 20.       | kiesett                  | kiesett                  |
| Mirosław Chmara    | Rúdugrás    | 540 cm    | 4.        | érvényes kísérlet nélkül | érvényes kísérlet nélkül |
| Marian Kolasa      | Rúdugrás    | 540 cm    | 4.        | érvényes kísérlet nélkül | érvényes kísérlet nélkül |
| Jacek Pastusiński  | Hármasugrás | 16,66 m   | 5.        | 16,72 m                  | 8.                       |
| Andrzej Grabarczyk | Hármasugrás | 16,24 m   | 15.       | kiesett                  | kiesett                  |
| Helmut Krieger     | Súlylökés   | 19,75 m   | 10.       | 19,51 m                  | 12.                      |

Női
| Versenyző                                                    | Versenyszám     | Előfutam | Előfutam | Előfutam | Negyeddöntő | Negyeddöntő | Negyeddöntő | Elődöntő | Elődöntő | Elődöntő | Döntő   | Döntő    |
| Versenyző                                                    | Versenyszám     | Idő      | Hely.    | Össz.    | Idő         | Hely.       | Össz.       | Idő      | Hely.    | Össz.    | Idő     | Helyezés |
| ------------------------------------------------------------ | --------------- | -------- | -------- | -------- | ----------- | ----------- | ----------- | -------- | -------- | -------- | ------- | -------- |
| Joanna Smolarek                                              | 100 m           | 11,43    | 3.       | 21.      | 11,35       | 6.          | 20.*        | kiesett  | kiesett  | kiesett  | kiesett | kiesett  |
| Jolanta Janota                                               | 100 m           | 11,71    | 4.       | 36.*     | kiesett     | kiesett     | kiesett     | kiesett  | kiesett  | kiesett  | kiesett | kiesett  |
| Ewa Pisiewicz                                                | 100 m           | 11,84    | 6.       | 39.*     | kiesett     | kiesett     | kiesett     | kiesett  | kiesett  | kiesett  | kiesett | kiesett  |
| Agnieszka Siwek                                              | 200 m           | 23,10    | 2.       | 13.      | 22,96       | 4.          | 16.         | 23,20    | 7.       | 15.      | kiesett | kiesett  |
| Jolanta Janota                                               | 200 m           | 23,40    | 3.       | 20.      | 23,34       | 7.          | 22.         | kiesett  | kiesett  | kiesett  | kiesett | kiesett  |
| Wanda Panfil                                                 | Maraton         |          |          |          |             |             |             |          |          |          | 2:34:35 | 22.      |
| Genowefa Błaszak                                             | 400 m gát       | 56,18    | 3.       | 19.*     |             |             |             | 56,76    | 7.       | 14.      | kiesett | kiesett  |
| Joanna Smolarek Jolanta Janota Ewa Pisiewicz Agnieszka Siwek | 4 × 100 m váltó | 43,98    | 4.       | 11.      |             |             |             | 43,44    | 4.       | 7.       | 43,93   | 6.       |

| Versenyző                 | Versenyszám   | Selejtező | Selejtező | Döntő    | Döntő    |
| Versenyző                 | Versenyszám   | Eredmény  | Helyezés  | Eredmény | Helyezés |
| ------------------------- | ------------- | --------- | --------- | -------- | -------- |
| Agata Jaroszek-Karczmarek | Távolugrás    | 667 cm    | 8.        | 660 cm   | 7.       |
| Jolanta Bartczak          | Távolugrás    | 630 cm    | 20.       | kiesett  | kiesett  |
| Renata Katewicz           | Diszkoszvetés | 60,34 m   | 13.       | kiesett  | kiesett  |

## Birkózás
Kötöttfogású
| Versenyző        | Versenyszám | Vigaszágas kiesés | Vigaszágas kiesés | Helyosztók                              | Helyosztók                          | Bronz- mérkőzés          | Döntő                       | Helyezés    |
| Versenyző        | Versenyszám | Vigaszágas kiesés | Vigaszágas kiesés | 7. helyért                              | 5. helyért                          | Bronz- mérkőzés          | Döntő                       | Helyezés    |
| Versenyző        | Versenyszám | Ellenfél Eredmény | Hely.             | Ellenfél Eredmény                       | Ellenfél Eredmény                   | Ellenfél Eredmény        | Ellenfél Eredmény           | Helyezés    |
| ---------------- | ----------- | --- | ----------------- | --------------------------------------- | ----------------------------------- | ------------------------ | --------------------------- | ----------- |
| Andrzej Głąb     | 48 kg       | B csoport · Məhəddin Allahverdiyev (URS) · 10–5 · Dov Grobermann (ISR) · 16–7 · Faragó József (HUN) · passzivitás · Khaled El-Farej (SYR) · 10–5                                                                 | 1.                |                                         |                                     |                          | Vincenzo Maenza (ITA) · 0–3 |             |
| Roman Kierpacz   | 52 kg       | B csoport · Vadász Csaba (HUN) · 10–0 · Jon Rønningen (NOR) · 5–6 · Hu Zsi-csa (Hu Richa) (CHN) · 3–1 · Peter Stjernberg (SWE) · 8–1 · az 5. fordulóban erőnyerő · I Dzseszok (Lee Jae-Seok) (KOR) · 3–4         | 3.                |                                         | Tibor Jankovics (TCH) · passzivitás |                          |                             | 5.          |
| Ryszard Wolny    | 57 kg       | B csoport · Jang Csang-ling (Yang Changling) (CHN) · 2–3 · Nakadome Sundzsi (JPN) · 1–14 | 8.                | kiesett                                 | kiesett                             | kiesett                  | kiesett                     | helyezetlen |
| Mieczysław Tracz | 62 kg       | A csoport · Ike Anderson (USA) · 2–3 · Brahim Loksairi (MAR) · passzivitás · Kamandar Məcidov (URS) · 0–3 | 6.                | kiesett                                 | kiesett                             | kiesett                  | kiesett                     | helyezetlen |
| Jerzy Kopański   | 68 kg       | B csoport · Sümer Koçak (TUR) · passzivitás · Repka Attila (HUN) · 4–0 · Lars Lagerborg (SWE) · kizárták · Georgi Karamanliev (BUL) · passzivitás · Levon Dzsulfalakjan (URS) · kétvállas                        | 3.                |                                         | Ókubo Jaszuhiro (JPN) · passzivitás |                          |                             | 5.          |
| Józef Tracz      | 74 kg       | A csoport · David Butler (USA) · 6–3 · Óscar Sánchez (ESP) · kétvállas · Franc Podlesek (YUG) · 0–5 · Itó Hiromicsi (JPN) · 4–1 · Kim Jongnam (Kim Yeong-Nam) (KOR) · kizárták · Boriszlav Velicskov (BUL) · 5–4 | 2.                |                                         |                                     | Takács János (HUN) · 2–0 |                             |             |
| Bogdan Daras     | 82 kg       | B csoport · Ernesto Razzino (ITA) · 3–2 · Ubaldo Rodríguez (PUR) · 17–1 · Mihail Mamiasvili (URS) · passzivitás · Goran Kasum (YUG) · passzivitás                                                                | 4.                | John Morgan (USA) · kizárták            |                                     |                          |                             | 8.          |
| Andrzej Malina   | 90 kg       | A csoport · Franz Pitschmann (AUT) · kétvállas · Morijama Jaszutosi (JPN) · 2–0 · Christer Gulldén (SWE) · 0–1                                                                                                   | 8.                | kiesett                                 | kiesett                             | kiesett                  | kiesett                     | helyezetlen |
| Andrzej Wroński  | 100 kg      | A csoport · az 1. fordulóban erőnyerő · Steve Marshall (CAN) · 2–0 · Guram Gedehauri (URS) · kétvállas · Jožef Tertei (YUG) · 1–0 · Vasile Andrei (ROU) · passzivitás · Dennis Koslowski (USA) · 1–0             | 1.                |                                         |                                     |                          | Gerhard Himmel (FRG) · 3–1  |             |
| Roman Wrocławski | 130 kg      | B csoport · Fabio Valguarnera (ITA) · passzivitás · Daniel Payne (CAN) · kétvállas · Rangel Gerovszki (BUL) · passzivitás                                                                                        | 4.                | Duane Koslowski (USA) · mérkőzés nélkül |                                     |                          |                             | 7.          |

Szabadfogású
| Versenyző          | Versenyszám | Vigaszágas kiesés | Vigaszágas kiesés | Helyosztók               | Helyosztók        | Bronz- mérkőzés   | Döntő             | Helyezés    |
| Versenyző          | Versenyszám | Vigaszágas kiesés | Vigaszágas kiesés | 7. helyért               | 5. helyért        | Bronz- mérkőzés   | Döntő             | Helyezés    |
| Versenyző          | Versenyszám | Ellenfél Eredmény | Hely.             | Ellenfél Eredmény        | Ellenfél Eredmény | Ellenfél Eredmény | Ellenfél Eredmény | Helyezés    |
| ------------------ | ----------- | --- | ----------------- | ------------------------ | ----------------- | ----------------- | ----------------- | ----------- |
| Władysław Stecyk   | 52 kg       | A csoport · Garba Lame (NGR) · kétvállas · Surya Saputra (INA) · kétvállas · Arslan Seyhanlı (TUR) · 4–8 · Thierry Bourdin (FRA) · 6–2 · Volodimir Tohuzov (URS) · 1–17 | 5.                | kiesett                  | kiesett           | kiesett           | kiesett           | helyezetlen |
| Dariusz Grzywiński | 57 kg       | A csoport · Lawrence Holmes (CAN) · 3–4 · Szergej Beloglazov (URS) · kétvállas                                                                                          | 12.               | kiesett                  | kiesett           | kiesett           | kiesett           | helyezetlen |
| Marian Skubacz     | 62 kg       | A csoport · Ali Dad (AFG) · 8–4 · Mika Lehto (FIN) · 1–4 · John Smith (USA) · 2–4 · Szimeon Sterev (BUL) · 0–2                                                          | 7.                | kiesett                  | kiesett           | kiesett           | kiesett           | helyezetlen |
| Andrzej Kubiak     | 68 kg       | B csoport · René Neyer (SUI) · 14–8 · Alexander Leipold (FRG) · 3–2 · Khenmedekhiin Amaraa (MGL) · 2–4                                                                  | 8.                | kiesett                  | kiesett           | kiesett           | kiesett           | helyezetlen |
| Andrzej Radomski   | 82 kg       | B csoport · Reiner Trik (FRG) · 9–12 · Alekszandar Nanev (BUL) · 4–1 · Mark Schultz (USA) · 1–8                                                                         | 8.                | kiesett                  | kiesett           | kiesett           | kiesett           | helyezetlen |
| Jerzy Nieć         | 90 kg       | B csoport · Rumen Alabakov (BUL) · 3–9 · Bodo Lukowski (FRG) · passzivitás                                                                                              | 11.               | kiesett                  | kiesett           | kiesett           | kiesett           | helyezetlen |
| Wojciech Wala      | 100 kg      | B csoport · Bill Scherr (USA) · kétvállas · Noel Loban (GBR) · 2–11 | 8.                | kiesett                  | kiesett           | kiesett           | kiesett           | helyezetlen |
| Adam Sandurski     | 130 kg      | A csoport · Andreas Schröder (GDR) · kétvállas · Ham Dogvon (Ham Deog-Won) (KOR) · kétvállas · Daniel Payne (CAN) · 4–3 · Bruce Baumgartner (USA) · 0–17                | 4.                | Ralf Bremmer (FRG) · 7–5 |                   |                   |                   | 7.          |

## Cselgáncs
| Versenyző        | Versenyszám  | Csoport | Selejtező                                          | 32-es főtábla                           | Nyolcaddöntő                         | Negyeddöntő                                     | Elődöntő                                | Vigaszág nyolcaddöntő | Vigaszág negyeddöntő | Vigaszág elődöntő | Bronz- mérkőzés                       | Döntő                                                  | Helyezés |
| Versenyző        | Versenyszám  | Csoport | Ellenfél Eredmény                                  | Ellenfél Eredmény                       | Ellenfél Eredmény                    | Ellenfél Eredmény                               | Ellenfél Eredmény                       | Ellenfél Eredmény     | Ellenfél Eredmény    | Ellenfél Eredmény | Ellenfél Eredmény                     | Ellenfél Eredmény                                      | Helyezés |
| ---------------- | ------------ | ------- | -------------------------------------------------- | --------------------------------------- | ------------------------------------ | ----------------------------------------------- | --------------------------------------- | --------------------- | -------------------- | ----------------- | ------------------------------------- | ------------------------------------------------------ | -------- |
| Ireneusz Kiejda  | Légsúly      | A       | erőnyerő                                           | Helmut Dietz (FRG) · 0001–0000          | kiesett                              | kiesett                                         | kiesett                                 |                       |                      |                   |                                       |                                                        | 20.      |
| Janusz Pawłowski | Harmatsúly   | A       | Philip Laats (BEL) · 0020–0000                     | Tommy Mortensen (DEN) · 0110–0000       | Ivo Kosztadinov (BUL) · 1001–0000    | Brent Cooper (NZL) · 0001–0000                  | Jamamoto Jószuke (JPN) · 1000–0000      |                       |                      |                   |                                       | I Gjonggun (Lee Gyeong-Geun) (KOR) · 0000–0000 (bírói) |          |
| Wiesław Błach    | Könnyűsúly   | A       | Cőng Szíu-chín (Chong Siao Chin) (HKG) · 1010–0000 | Luiz Onmura (BRA) · 0000–0010           | kiesett                              | kiesett                                         | kiesett                                 |                       |                      |                   |                                       |                                                        | 19.*     |
| Waldemar Legień  | Váltósúly    | B       | erőnyerő                                           | Walid Mohamed Hussain (EGY) · 0200–0000 | Gastón García (ARG) · 1000–0000      | Kevin Doherty (CAN) · 0101–0000                 | Basir Varajev (URS) · 0000 (bírói)–0000 |                       |                      |                   |                                       | Frank Wieneke (FRG) · 1000–0000                        |          |
| Jacek Beutler    | Félnehézsúly | A       |                                                    | erőnyerő                                | Ahmed Barbach (MAR) · 0100–0000      | Theo Meijer (NED) · 1000–0000                   | Marc Meiling (FRG) · 0000–0003          |                       |                      |                   | Robert Van de Walle (BEL) · 0000–1000 |                                                        | 5.       |
| Andrzej Basik    | Nehézsúly    | A       |                                                    | Clemens Jehle (SUI) · 0001–0000         | Helder de Carvalho (ANG) · 0200–0000 | Cso Jongcshol (Jo Yong-Cheol) (KOR) · 0000–0010 | kiesett                                 |                       |                      |                   |                                       |                                                        | 11.      |

* - Az A csoportban szereplő, eredetileg bronzérmes brit Kerrith Brownt utólag kizárták, ezért Błach a 20. helyett a 19. helyen végzett.

## Evezés
Férfi
| Versenyző                                                             | Versenyszám      | Előfutam | Előfutam | Vigaszág | Vigaszág | Elődöntő | Elődöntő | Döntő | Döntő   | Döntő | Helyezés |
| Versenyző                                                             | Versenyszám      | Idő      | Hely.    | Idő      | Hely.    | Idő      | Hely.    | Típus | Idő     | Hely. | Helyezés |
| --------------------------------------------------------------------- | ---------------- | -------- | -------- | -------- | -------- | -------- | -------- | ----- | ------- | ----- | -------- |
| Kajetan Broniewski                                                    | Egypárevezős     | 7:13,77  | 4.       | 7:04,39  | 2.       | 7:03,90  | 3.       | A     | 7:03,67 | 5.    | 5.       |
| Wojciech Jankowski Ireneusz Omięcki Jacek Streich                     | Kormányos kettes | 7:21,89  | 4.       | 1:41,96  | 1.       | 7:13,48  | 5.       | B     | 7:18,60 | 3.    | 9.       |
| Sławomir Cieślakowski Andrzej Krzepiński Mirosław Mruk Tomasz Świątek | Négypárevezős    | 5:52,41  | 4.       | 5:57,61  | 2.       | 5:57,32  | 5.       | B     | 5:55,39 | 1.    | 7.       |

Női
| Versenyző                                                                                | Versenyszám      | Előfutam | Előfutam | Vigaszág | Vigaszág | Döntő | Döntő   | Döntő | Helyezés |
| Versenyző                                                                                | Versenyszám      | Idő      | Hely.    | Idő      | Hely.    | Típus | Idő     | Hely. | Helyezés |
| ---------------------------------------------------------------------------------------- | ---------------- | -------- | -------- | -------- | -------- | ----- | ------- | ----- | -------- |
| Grażyna Błąd Elżbieta Jankowska Zyta Jarka Elwira Lorenz Czesława Kościańska-Szczepińska | Kormányos négyes | 7:29,72  | 3.       | 7:32,55  | 4.       | B     | 7:22,59 | 2.    | 8.       |

## Íjászat
Férfi
| Versenyző                                        | Versenyszám | Selejtező | Selejtező | Nyolcaddöntő | Nyolcaddöntő | Negyeddöntő | Negyeddöntő | Elődöntő | Elődöntő | Döntő   | Döntő    |
| Versenyző                                        | Versenyszám | Pont      | Hely.     | Pont         | Hely.        | Pont        | Hely.       | Pont     | Hely.    | Pont    | Helyezés |
| ------------------------------------------------ | ----------- | --------- | --------- | ------------ | ------------ | ----------- | ----------- | -------- | -------- | ------- | -------- |
| Joanna Nowicka-Kwaśna                            | Egyéni      | 1252      | 16.       | 304          | 17.          | 303         | 16.         | kiesett  | kiesett  | kiesett | kiesett  |
| Beata Iwanek                                     | Egyéni      | 1222      | 33.       | kiesett      | kiesett      | kiesett     | kiesett     | kiesett  | kiesett  | kiesett | kiesett  |
| Joanna Helbin                                    | Egyéni      | 1207      | 40.       | kiesett      | kiesett      | kiesett     | kiesett     | kiesett  | kiesett  | kiesett | kiesett  |
| Joanna Helbin Beata Iwanek Joanna Nowicka-Kwaśna | Csapat      | 3681      | 9.        |              |              |             |             | 945      | 10.      | kiesett | kiesett  |

## Kajak-kenu
Férfi
| Versenyző                                                                | Versenyszám         | Előfutam | Előfutam | Előfutam | Vigaszág       | Vigaszág       | Vigaszág       | Elődöntő | Elődöntő | Elődöntő | Döntő   | Döntő    |
| Versenyző                                                                | Versenyszám         | Idő      | Hely.    | Össz.    | Idő            | Hely.          | Össz.          | Idő      | Hely.    | Össz.    | Idő     | Helyezés |
| ------------------------------------------------------------------------ | ------------------- | -------- | -------- | -------- | -------------- | -------------- | -------------- | -------- | -------- | -------- | ------- | -------- |
| Maciej Freimut Wojciech Kurpiewski                                       | Kajak kettes 500 m  | 1:34,72  | 4.       | 8.       | 1:41,99        | 3.             | 7.             | 1:35,33  | 3.       | 7.       | 1:36,22 | 6.       |
| Maciej Freimut Wojciech Kurpiewski Grzegorz Krawców Kazimierz Krzyżański | Kajak négyes 1000 m | 3:06,52  | 1.       | 8.       | erőnyerő       | erőnyerő       | erőnyerő       | 3:10,87  | 2.       | 7.       | 3:04,73 | 5.       |
| Jan Pinczura                                                             | Kenu egyes 500 m    | 2:00,20  | 5.       | 8.       | verseny nélkül | verseny nélkül | verseny nélkül | 1:57,61  | 2.       | 10.      | 1:59,90 | 5.       |
| Jan Pinczura                                                             | Kenu egyes 1000 m   | 4:14,10  | 5.       | 10.      | 4:24,10        | 3.             | 5.             | kizárták | kizárták | kizárták | kiesett | kiesett  |
| Marek Dopierała Marek Łbik                                               | Kenu kettes 500 m   | 1:43,09  | 1.       | 3.       | erőnyerő       | erőnyerő       | erőnyerő       | 1:49,06  | 2.       | 9.       | 1:43,61 |          |
| Marek Dopierała Marek Łbik                                               | Kenu kettes 1000 m  | 3:44,24  | 2.       | 2.       | erőnyerő       | erőnyerő       | erőnyerő       | 3:50,45  | 1.       | 3.       | 3:54,33 |          |

Női
| Versenyző                                                             | Versenyszám        | Előfutam | Előfutam | Előfutam | Vigaszág | Vigaszág | Vigaszág | Elődöntő | Elődöntő | Elődöntő | Döntő   | Döntő    |
| Versenyző                                                             | Versenyszám        | Idő      | Hely.    | Össz.    | Idő      | Hely.    | Össz.    | Idő      | Hely.    | Össz.    | Idő     | Helyezés |
| --------------------------------------------------------------------- | ------------------ | -------- | -------- | -------- | -------- | -------- | -------- | -------- | -------- | -------- | ------- | -------- |
| Izabella Dylewska-Światowiak                                          | Kajak egyes 500 m  | 1:57,42  | 2.       | 5.       |          |          |          | 1:56,47  | 1.       | 3.       | 1:57,38 |          |
| Bożena Ksiąźek Jolanta Łukaszewicz                                    | Kajak kettes 500 m | 1:51,55  | 3.       | 7.       | erőnyerő | erőnyerő | erőnyerő | 1:54,30  | 3.       | 10.      | 1:51,13 | 9.       |
| Bożena Ksiąźek Elżbieta Urbańczyk Jolanta Łukaszewicz Katarzyna Weiss | Kajak négyes 500 m | 1:41,07  | 4.       | 6.       | 1:42,55  | 2.       | 2.       |          |          |          | 1:47,40 | 8.       |

## Kerékpározás

### Országúti kerékpározás
Férfi
| Versenyző                                                            | Versenyszám     | Idő              | Helyezés |
| -------------------------------------------------------------------- | --------------- | ---------------- | -------- |
| Zdzisław Wrona                                                       | Mezőnyverseny   | 4:32:56 (+0:34)  | 17.      |
| Jacek Bodyk                                                          | Mezőnyverseny   | 4:32:56 (+0:34)  | 28.      |
| Andrzej Mierzejewski                                                 | Mezőnyverseny   | 4:48:06 (+15:44) | 108.     |
| Joachim Halupczok Zenon Jaskuła Marek Leśniewski Andrzej Sypytkowski | Csapat időfutam | 1:57:54,2        |          |

### Pálya-kerékpározás
Üldözőversenyek
| Versenyző                                                             | Versenyszám  | Selejtező | Selejtező | Nyolcaddöntő                     | Nyolcaddöntő | Negyeddöntő                                                                                    | Negyeddöntő | Elődöntő     | Elődöntő  | Döntő        | Döntő     | Helyezés |
| Versenyző                                                             | Versenyszám  | Idő       | Hely.     | Ellenfél Idő                     | Saját idő    | Ellenfél Idő                                                                                   | Saját idő   | Ellenfél Idő | Saját idő | Ellenfél Idő | Saját idő | Helyezés |
| --------------------------------------------------------------------- | ------------ | --------- | --------- | -------------------------------- | ------------ | ---------------------------------------------------------------------------------------------- | ----------- | ------------ | --------- | ------------ | --------- | -------- |
| Ryszard Dawidowicz                                                    | Férfi egyéni | 4:36,21   | 5.        | Gabriel Curuchet (ARG) · 4:50,75 | 4:42,03      | Dean Woods (AUS) · 4:35,11                                                                     | 4:39,44     | kiesett      | kiesett   | kiesett      | kiesett   | 5.       |
| Ryszard Dawidowicz Joachim Halupczok Andrzej Sikorski Marian Turowski | Férfi csapat | 4:21,30   | 6.        |                                  |              | Franciaország (FRA) · Hervé Dagorné · Pascal Lino · Didier Pasgrimaud · Pascal Potié · 4:17,70 | 4:22,50     | kiesett      | kiesett   | kiesett      | kiesett   | 7.       |

Pontverseny
| Név             | Versenyszám | Selejtező | Selejtező  | Selejtező | Döntő | Döntő      | Döntő    |
| Név             | Versenyszám | Pont      | Körhátrány | Hely.     | Pont  | Körhátrány | Helyezés |
| --------------- | ----------- | --------- | ---------- | --------- | ----- | ---------- | -------- |
| Wojciech Pawłak | Férfi       | 11        | -1         | 10.       | 8     | -3         | 16.      |

## Lovaglás
Lovastusa
| Versenyző                                                                 | Ló           | Versenyszám | Díjlovaglás | Díjlovaglás | Tereplovaglás | Tereplovaglás | Díjugratás | Díjugratás | Végeredmény | Végeredmény |
| Versenyző                                                                 | Ló           | Versenyszám | Bünt.       | Hely.       | Bünt.         | Hely.         | Bünt.      | Hely.      | Bünt.       | Helyezés    |
| ------------------------------------------------------------------------- | ------------ | ----------- | ----------- | ----------- | ------------- | ------------- | ---------- | ---------- | ----------- | ----------- |
| Bogusław Jarecki                                                          | Niewiaza     | Egyéni      | 56,60       | 12.         | 44,80         | 15.           | 10,00      | 22.        | 111,40      | 12.         |
| Krzysztof Rogowski                                                        | Alkierz      | Egyéni      | 80,20       | 41.         | 29,60         | 8.            | 5,00       | 11.        | 114,80      | 13.         |
| Krzysztof Rafalak                                                         | Dzwinograd   | Egyéni      | 72,40       | 32.         | 86,00         | 22.           | 5,00       | 11.        | 163,40      | 21.         |
| Eugeniusz Koczorski                                                       | Idrys        | Egyéni      | 90,00       | 46.         | 170,80        | 36.           | 16,50      | 32.        | 277,30      | 33.         |
| Bogusław Jarecki Krzysztof Rogowski Krzysztof Rafalak Eugeniusz Koczorski | lásd fentebb | Csapat      | 209,20      | 8.          | 160,40        | 4.            | 20,00      | 4.         | 389,60      | 4.          |

## Műugrás
Férfi
| Versenyző    | Versenyszám    | Selejtező | Selejtező | Döntő   | Döntő    |
| Versenyző    | Versenyszám    | Pont      | Helyezés  | Pont    | Helyezés |
| ------------ | -------------- | --------- | --------- | ------- | -------- |
| Tomasz Rossa | Egyéni műugrás | 475,44    | 27.       | kiesett | kiesett  |

## Ökölvívás
| Versenyző           | Versenyszám     | Selejtező                      | 32-es főtábla                                | Nyolcaddöntő                 | Negyeddöntő                            | Elődöntő                                           | Döntő             | Helyezés |
| Versenyző           | Versenyszám     | Ellenfél Eredmény              | Ellenfél Eredmény                            | Ellenfél Eredmény            | Ellenfél Eredmény                      | Ellenfél Eredmény                                  | Ellenfél Eredmény | Helyezés |
| ------------------- | --------------- | ------------------------------ | -------------------------------------------- | ---------------------------- | -------------------------------------- | -------------------------------------------------- | ----------------- | -------- |
| Grzegorz Jabłoński  | Harmatsúly      | erőnyerő                       | Nyamaagiin Altankhuyag (MGL) · 2:3           | kiesett                      | kiesett                                | kiesett                                            | kiesett           | 17.      |
| Tomasz Nowak        | Pehelysúly      | Djingarey Mamoudou (NIG) · 5:0 | Ulaipalota Tauatama (WSM) · mérkőzés nélkül  | Andre Seymour (BAH) · 5:0    | I Dzsehjok (Lee Jae-Hyeok) (KOR) · 0:5 | kiesett                                            | kiesett           | 5.       |
| Andrzej Możdżeń     | Kisváltósúly    | erőnyerő                       | Duke Chinyadza (ZIM) · 2:3                   | kiesett                      | kiesett                                | kiesett                                            | kiesett           | 17.      |
| Jan Dydak           | Váltósúly       | erőnyerő                       | José García (VEN) · 4:1                      | Humberto Aranda (CRC) · 4:1  | Adewale Adegbusi (NGR) · 4:1           | Robert Wangila (KEN) · mérkőzés nélkül             | kiesett           |          |
| Henryk Petrich      | Félnehézsúly    |                                | Pak Pjongdzsin (Park Byeong-Jin) (KOR) · RSC | Niels Madsen (DEN) · 5:0     | Ahmed El-Nagar (EGY) · 5:0             | Andrew Maynard (USA) · feladta                     | kiesett           |          |
| Andrzej Gołota      | Nehézsúly       |                                | erőnyerő                                     | Szvilen Ruszinov (BUL) · 5:0 | Harold Obunga (KEN) · 5:0              | Pek Hjonman (Baek Hyeon-Man) (KOR) · RSC (sérülés) | kiesett           |          |
| Janusz Zarenkiewicz | Szupernehézsúly |                                | erőnyerő                                     | Harold Arroyo (PUR) · 5:0    | Andreas Schnieders (FRG) · 3:2         | Lennox Lewis (CAN) · mérkőzés nélkül               | kiesett           |          |

RSC – a mérkőzésvezető megállította a mérkőzést

## Öttusa
| Versenyző                                                  | Versenyszám | Lovaglás | Lovaglás | Lovaglás | Vívás    | Vívás | Vívás | Úszás   | Úszás | Úszás | Lövészet | Lövészet | Lövészet | Futás    | Futás | Futás | Összesen    | Összesen |
| Versenyző                                                  | Versenyszám | Idő      | Pont     | Hely.    | Pontszám | Pont  | Hely. | Idő     | Pont  | Hely. | Eredmény | Pont     | Hely.    | Idő      | Pont  | Hely. | Összes pont | Helyezés |
| ---------------------------------------------------------- | ----------- | -------- | -------- | -------- | -------- | ----- | ----- | ------- | ----- | ----- | -------- | -------- | -------- | -------- | ----- | ----- | ----------- | -------- |
| Maciej Czyżowicz                                           | Egyéni      | 2:42,18  | 770      | 53.      | 36–28    | 847   | 17.   | 3:15,65 | 1308  | 7.    | 194      | 1000     | 11.      | 13:34,22 | 1123  | 22.   | 5048        | 15.      |
| Arkadiusz Skrzypaszek                                      | Egyéni      | 1:42,53  | 1040     | 10.      | 25–39    | 660   | 53.   | 3:15,11 | 1312  | 5.    | 191      | 934      | 22.      | 14:03,19 | 1036  | 39.   | 4982        | 23.      |
| Wiesław Chmielewski                                        | Egyéni      | 3:04,17  | 576      | 58.      | 36–28    | 847   | 17.   | 3:26,39 | 1224  | 31.   | 183      | 758      | 59.      | 13:43,75 | 1096  | 23.   | 4501        | 52.      |
| Maciej Czyżowicz Arkadiusz Skrzypaszek Wiesław Chmielewski | Csapat      |          | 2386     | 12.      |          | 2354  | 11.   |         | 3844  | 2.    |          | 2692     | 13.      |          | 3255  | 9.    | 14531       | 9.       |

## Sportlövészet
Férfi
| Versenyző             | Versenyszám          | Selejtező | Selejtező | Döntő   | Döntő    |
| Versenyző             | Versenyszám          | Pont      | Helyezés  | Pont    | Helyezés |
| --------------------- | -------------------- | --------- | --------- | ------- | -------- |
| Jerzy Pietrzak        | Légpisztoly          | 582       | 6.        | 559     | 7.       |
| Jerzy Pietrzak        | Szabadpisztoly       | 557       | 14.       | kiesett | kiesett  |
| Adam Kaczmarek        | Gyorstüzelő pisztoly | 595       | 5.        | 691     | 5.       |
| Krzysztof Kucharczyk  | Gyorstüzelő pisztoly | 591       | 11.       | kiesett | kiesett  |
| Jerzy Greszkiewicz    | Futócéllövészet      | 584       | 12.       | kiesett | kiesett  |
| Wojciech Karkusiewicz | Futócéllövészet      | 582       | 16.       | kiesett | kiesett  |

Női
| Versenyző       | Versenyszám   | Selejtező | Selejtező | Döntő   | Döntő    |
| Versenyző       | Versenyszám   | Pont      | Helyezés  | Pont    | Helyezés |
| --------------- | ------------- | --------- | --------- | ------- | -------- |
| Dorota Bidołach | Légpisztoly   | 378       | 12.       | kiesett | kiesett  |
| Dorota Bidołach | Sportpisztoly | 582       | 10.       | kiesett | kiesett  |

## Súlyemelés
| Versenyző          | Versenyszám | Szakítás | Szakítás | Lökés    | Lökés    | Összesen | Helyezés |
| Versenyző          | Versenyszám | Eredmény | Helyezés | Eredmény | Helyezés | Összesen | Helyezés |
| ------------------ | ----------- | -------- | -------- | -------- | -------- | -------- | -------- |
| Jacek Gutowski     | 52 kg       | 112,5    | 3.       | 135,0    | 5.       | 247,5    | 5.       |
| Marek Seweryn      | 67,5 kg     | 145,0    | 4.       | 172,5    | 4.       | 317,5    | 4.       |
| Waldemar Kosiński  | 75 kg       | 152,5    | 5.       | 180,0    | 6.       | 332,5    | 6.       |
| Krzysztof Siemion  | 82,5 kg     | 162,5    | 4.       | 195,0    | 5.       | 357,5    | 5.       |
| Sławomir Zawada    | 90 kg       | 180,0    | 2.       | 220,0    | 3.       | 400,0    |          |
| Andrzej Piotrowski | 90 kg       | 165,0    | 5.       | 200,0    | 4.       | 365,0    | 4.       |
| Stanisław Małysa   | 110 kg      | 180,0    | 7.       | 215,0    | 8.       | 395,0    | 7.       |

## Tenisz
Férfi
| Versenyző       | Versenyszám | 64-es főtábla                   | 32-es főtábla     | Nyolcaddöntő      | Negyeddöntő       | Elődöntő          | Döntő             | Helyezés |
| Versenyző       | Versenyszám | Ellenfél Eredmény               | Ellenfél Eredmény | Ellenfél Eredmény | Ellenfél Eredmény | Ellenfél Eredmény | Ellenfél Eredmény | Helyezés |
| --------------- | ----------- | ------------------------------- | ----------------- | ----------------- | ----------------- | ----------------- | ----------------- | -------- |
| Wojtek Kowalski | Egyes       | Tony Mmoh (NGR) · 2–6, 4–6, 4–6 | kiesett           | kiesett           | kiesett           | kiesett           | kiesett           | 33.      |

## Torna

### Ritmikus gimnasztika
| Versenyző        | Versenyszám | Selejtező | Selejtező | Döntő  | Döntő    |
| Versenyző        | Versenyszám | Pont      | Hely.     | Pont   | Helyezés |
| ---------------- | ----------- | --------- | --------- | ------ | -------- |
| Teresa Folga     | Egyéni      | 38,85     | 9.        | 58,625 | 7.       |
| Eliza Białkowska | Egyéni      | 38,80     | 10.       | 58,200 | 14.      |

## Úszás
Férfi
| Versenyző            | Versenyszám    | Előfutam | Előfutam | Előfutam | Döntő   | Döntő    | Döntő   | Helyezés |
| Versenyző            | Versenyszám    | Idő      | Hely.    | Össz.    | Típus   | Idő      | Hely.   | Helyezés |
| -------------------- | -------------- | -------- | -------- | -------- | ------- | -------- | ------- | -------- |
| Artur Wojdat         | 1500 m gyors   | 15:37,52 | 8.       | 21.      | kiesett | kiesett  | kiesett | kiesett  |
| Artur Wojdat         | 200 m gyors    | 1:48,02  | 1.       | 1.       | A       | 1:48,40  | 4.      | 4.       |
| Artur Wojdat         | 400 m gyors    | 3:49,68  | 1.       | 3.       | A       | 3:47,34  | 3.      |          |
| Mariusz Podkościelny | 400 m gyors    | 3:49,51  | 1.       | 1.       | A       | 3:48,59  | 5.      | 5.       |
| Mariusz Podkościelny | 200 m gyors    | 1:50,95  | 5.       | 14.      | B       | 1:51,63  | 6.      | 14.      |
| Mariusz Podkościelny | 1500 m gyors   | 15:11,19 | 3.       | 5.       | A       | 15:14,76 | 5.      | 5.       |
| Rafał Szukała        | 100 m pillangó | 54,83    | 6.       | 15.      | B       | 54,80    | 5.      | 13.      |
| Rafał Szukała        | 200 m pillangó | 2:01,91  | 6.       | 17.      | kiesett | kiesett  | kiesett | kiesett  |

Női
| Versenyző         | Versenyszám | Előfutam | Előfutam | Előfutam | Döntő   | Döntő   | Döntő   | Helyezés |
| Versenyző         | Versenyszám | Idő      | Hely.    | Össz.    | Típus   | Idő     | Hely.   | Helyezés |
| ----------------- | ----------- | -------- | -------- | -------- | ------- | ------- | ------- | -------- |
| Dorota Chylak     | 200 m mell  | 2:39,38  | 4.       | 28.      | kiesett | kiesett | kiesett | kiesett  |
| Dorota Chylak     | 100 m mell  | 1:12,38  | 7.       | 19.      | kiesett | kiesett | kiesett | kiesett  |
| Kornelia Stawicka | 100 m mell  | 1:15,41  | 8.       | 31.      | kiesett | kiesett | kiesett | kiesett  |
| Kornelia Stawicka | 200 m mell  | 2:36,86  | 6.       | 21.      | kiesett | kiesett | kiesett | kiesett  |

## Vitorlázás
Férfi
| Versenyző           | Versenyszám | Futam | Futam | Futam  | Futam  | Futam | Futam | Futam | Pontszám | Helyezés |
| Versenyző           | Versenyszám | 1     | 2     | 3      | 4      | 5     | 6     | 7     | Pontszám | Helyezés |
| ------------------- | ----------- | ----- | ----- | ------ | ------ | ----- | ----- | ----- | -------- | -------- |
| Grzegorz Myszkowski | Divízió II  | 22,0  | 11,7  | (30,0) | 20,0   | 22,0  | 25,0  | 28,0  | 128,7    | 17.      |
| Henryk Blaszka      | Finn dingi  | 24,0  | 25,0  | 16,0   | (29,0) | 22,0  | 26,0  | 14,0  | 127,0    | 20.      |

## Vívás
Férfi
| Versenyző                                                                               | Versenyszám       | Selejtező | Selejtező | Selejtező | Selejtező | Selejtező | Selejtező | Főtábla                                 | Főtábla                     | Főtábla           | Vigaszág                      | Vigaszág                     | Vigaszág                    | Vigaszág          | Negyeddöntő                        | Elődöntő                                  | Döntő                                     | Helyezés |
| Versenyző                                                                               | Versenyszám       | 1. kör | 1. kör    | 2. kör | 2. kör    | 3. kör | 3. kör    | 1. kör                                  | 2. kör                      | 3. kör            | 1. kör                        | 2. kör                       | 3. kör                      | 4. kör            | Negyeddöntő                        | Elődöntő                                  | Döntő                                     | Helyezés |
| Versenyző                                                                               | Versenyszám       | Ellenfél Eredmény | Hely.     | Ellenfél Eredmény | Hely.     | Ellenfél Eredmény | Hely.     | Ellenfél Eredmény                       | Ellenfél Eredmény           | Ellenfél Eredmény | Ellenfél Eredmény             | Ellenfél Eredmény            | Ellenfél Eredmény           | Ellenfél Eredmény | Ellenfél Eredmény                  | Ellenfél Eredmény                         | Ellenfél Eredmény                         | Helyezés |
| --------------------------------------------------------------------------------------- | ----------------- | --- | --------- | --- | --------- | --- | --------- | --------------------------------------- | --------------------------- | ----------------- | ----------------------------- | ---------------------------- | --------------------------- | ----------------- | ---------------------------------- | ----------------------------------------- | ----------------------------------------- | -------- |
| Bogusław Zych                                                                           | Tőr, egyéni       | 6. csoport · Joachim Wendt (AUT) · 4–5 · Austin Thomas (ARU) · 5–0 · Choy Kam Shing (HKG) · 5–1 · Robert Davidson (AUS) · 5–2 · Liu Jün-hung (Liu Yunhong) (CHN) · 5–2                          | 1.        | 5. csoport · Kanacu Josihiko (JPN) · 5–4 · Kim Szungphjo (Kim Seung-Pyo) (KOR) · 5–1 · Luc Rocheleau (CAN) · 5–4 · Donnie McKenzie (GBR) · 5–3 · İlqar Məmmədov (URS) · 5–4 | 1.        | 2. csoport Jesús Esperanza (ESP) · 5–2 · Thierry Soumagne (BEL) · 5–3 · Mauro Numa (ITA) · 4–5 · Peter Lewison (USA) · 4–5                                                          | 3.        | Luc Rocheleau (CAN) · 10–3              | Matthias Gey (FRG) · 7–10   |                   |                               | Joachim Wendt (AUT) · 10–1   | İlqar Məmmədov (URS) · 7–10 | kiesett           | kiesett                            | kiesett                                   | kiesett                                   | 15.      |
| Marian Sypniewski                                                                       | Tőr, egyéni       | 11. csoport · Luc Rocheleau (CAN) · 3–5 · Emura Kódzsi (JPN) · 3–5 · Zahi El-Khoury (LIB) · 5–0 · Vang Szan-caj (Wang San-Tsai) (TPE) · 5–0 · Patrick Groc (FRA) · 5–1                          | 2.        | 8. csoport · Udo Wagner (GDR) · 3–5 · Ahmed Mohamed (EGY) · 5–2 · Lao Sao-pej (Lao Shaopei) (CHN) · 5–4 · Gátai Róbert (HUN) · 5–2 · Eric Strand (SWE) · 2–5                | 3.        | 1. csoport Mike Marx (USA) · 5–4 · Andrés García (ESP) · 5–2 · Laurent Bel (FRA) · 5–2 · Aris Enkelmann (GDR) · 2–5                                                                 | 2.        | Peter Lewison (USA) · 6–10              |                             |                   | Pierre Harper (GBR) · 9–10    | kiesett                      | kiesett                     | kiesett           | kiesett                            | kiesett                                   | kiesett                                   | 27.      |
| Leszek Bandach                                                                          | Tőr, egyéni       | 3. csoport · Saqer Al-Surayei (KUW) · 5–1 · Pierre Harper (GBR) · 2–5 · Ko Nakcshun (Go Nak-Chun) (KOR) · 4–5 · Stefano Cerioni (ITA) · 3–5 ·                                                   | 4.        | 7. csoport · Ola Kajbjer (SWE) · 2–5 · Bill Gosbee (GBR) · 4–5 · Ko Nakcshun (Go Nak-Chun) (KOR) · 5–2 · Peter Lewison (USA) · 5–2 · Philippe Omnès (FRA) · 5–1             | 1.        | 7. csoport · Lao Sao-pej (Lao Shaopei) (CHN) · 5–1 · Luc Rocheleau (CAN) · 5–4 · Borisz Koreckij (URS) · 3–5 · Bill Gosbee (GBR) · 2–5                                              | 3.        | Aris Enkelmann (GDR) · 5–10             |                             |                   | Thierry Soumagne (BEL) · 7–10 | kiesett                      | kiesett                     | kiesett           | kiesett                            | kiesett                                   | kiesett                                   | 29.      |
| Witold Gadomski                                                                         | Párbajtőr, egyéni | 10. csoport Tong King King (HKG) · 1–5 · Patrice Gaille (SUI) · 5–2 · John Llewellyn (GBR) · 5–3 · Philippe Riboud (FRA) · 0–5                                                                  | 3.        | 3. csoport · Arwin Kardolus (NED) · 3–5 · Hugh Kernohan (GBR) · 5–0 · Douglas Fonseca (BRA) · 5–4 · Sandro Cuomo (ITA) · 5–4                                                | 1.        | 2. csoport · Joaquin Pinto (COL) · 5–4 · John Llewellyn (GBR) · 5–5 · Stéphane Ganeff (NED) · 5–3 · Antônio Machado (BRA) · 5–4 · Torsten Kühnemund (GDR) · 4–5                     | 2.        | Jun Namdzsin (Yun Nam-Jin) (KOR) · 10–6 | Mauricio Rivas (COL) · 5–10 |                   |                               | Stefano Pantano (ITA) · 5–10 | kiesett                     | kiesett           | kiesett                            | kiesett                                   | kiesett                                   | 21.      |
| Ludomir Chronowski                                                                      | Párbajtőr, egyéni | 6. csoport Michel Youssef (LIB) · 5–1 · Rob Stull (USA) · 5–1 · Jun Namdzsin (Yun Nam-Jin) (KOR) · 3–5 · Alexander Pusch (FRG) · 1–5                                                            | 3.        | 10. csoport · Otto Drakenberg (SWE) · 5–3 · Mohamed Al-Hamar (KUW) · 5–2 · Stefano Pantano (ITA) · 5–4 · John Llewellyn (GBR) · 5–4                                         | 1.        | 5. csoport · Rob Stull (USA) · 5–2 · Jun Namdzsin (Yun Nam-Jin) (KOR) · 5–1 · Tu Csen-cseng (Du Zhencheng) (CHN) · 1–5 · Thomas Gerull (FRG) · 3–5 · Jean-Michel Henry (FRA) · 2–5  | 5.        | kiesett                                 | kiesett                     | kiesett           | kiesett                       | kiesett                      | kiesett                     | kiesett           | kiesett                            | kiesett                                   | kiesett                                   | 33.      |
| Cezary Siess                                                                            | Párbajtőr, egyéni | 15. csoport · Alfredo Bogarín (PAR) · 5–3 · José Bandeira (POR) · 5–3 · Arwin Kardolus (NED) · 5–3 · Rafael di Tella (ARG) · 3–5 · Arnd Schmitt (FRG) · 1–5                                     | 4.        | 4. csoport · Younes Al-Mashmoum (KUW) · 5–4 · André Kuhn (SUI) · 1–5 · Jean-Michel Henry (FRA) · 2–5 · Arnd Schmitt (FRG) · 4–5                                             | 4.        | 1. csoport · Mauricio Rivas (COL) · 5–4 · Stephen Trevor (USA) · 1–5 · Arno Strohmeyer (AUT) · 4–5 · Mihajlo Tisko (URS) · 3–5 · Jerri Bergström (SWE) · 0–5                        | 6.        | kiesett                                 | kiesett                     | kiesett           | kiesett                       | kiesett                      | kiesett                     | kiesett           | kiesett                            | kiesett                                   | kiesett                                   | 43.      |
| Janusz Olech                                                                            | Kard, egyéni      | 4. csoport · Pedro Bleyer (BOL) · 5–1 · Kim Szanguk (Kim Sang-Uk) (KOR) · 5–2 · Antonio García (ESP) · 5–1 · Peter Westbrook (USA) · 5–4 · Nébald György (HUN) · 1–5 · Andrej Alsan (URS) · 4–5 | 3.        | 2. csoport · Bujdosó Imre (HUN) · 4–5 · Vang Cse-ming (Wang Zhiming) (CHN) · 5–0 · Stephan Thönnessen (FRG) · 5–1 · Gianfranco Dalla Barba (ITA) · 5–4                      | 1.        | 3. csoport · Jürgen Nolte (FRG) · 4–5 · Cseng Csao-kang (Zheng Zhaokang) (CHN) · 5–1 · Szergej Mingyirgaszov (URS) · 5–3 · Philippe Delrieu (FRA) · 5–3 · Nébald György (HUN) · 5–2 | 1.        | Giovanni Scalzo (ITA) · 10–7            | Felix Becker (FRG) · 7–10   |                   |                               | Tadeusz Piguła (POL) · 10–6  |                             |                   | Jürgen Nolte (FRG) · 10–7          | Giovanni Scalzo (ITA) · 10–9              | Jean-François Lamour (FRA) · 4–10         |          |
| Tadeusz Piguła                                                                          | Kard, egyéni      | 5. csoport · Olivier Martini (MON) · 5–1 · I Bjongnam (Lee Byeong-Nam) (KOR) · 5–3 · Giovanni Scalzo (ITA) · 4–5 · Jürgen Nolte (FRG) · 3–5 · Jean-François Lamour (FRA) · 4–5                  | 4.        | 1. csoport · Jean-Marie Banos (CAN) · 2–5 · Philippe Delrieu (FRA) · 5–1 · Jürgen Nolte (FRG) · 3–5 · Vaszil Etropolszki (BUL) · 3–5                                        | 4.        | 4. csoport · Hriszto Etropolszki (BUL) · 5–2 · Peter Westbrook (USA) · 5–4 · Marco Marin (ITA) · 5–4 · Heorhij Pohoszov (URS) · 2–5 · Gedővári Imre (HUN) · 3–5                     | 4.        | Nébald György (HUN) · 5–10              |                             |                   | Marco Marin (ITA) · 10–9      | Janusz Olech (POL) · 6–10    |                             |                   | kiesett                            | kiesett                                   | kiesett                                   | 12.      |
| Robert Kościelniakowski                                                                 | Kard, egyéni      | 6. csoport · I Bjongnam (Lee Byeong-Nam) (KOR) · 5–2 · Wulfe Balk (CAN) · 5–2 · Felix Becker (FRG) · 5–1 · Gianfranco Dalla Barba (ITA) · 1–5 · Szergej Mingyirgaszov (URS) · 1–5               | 4.        | 5. csoport · Peter Westbrook (USA) · 3–5 · Csia Kuj-hua (Jia Guihua) (CHN) · 5–4 · Gedővári Imre (HUN) · 5–3 · Heorhij Pohoszov (URS) · 4–5                                 | 3.        | 2. csoport · Stephan Thönnessen (FRG) · 5–2 · Jean-François Lamour (FRA) · 5–2 · Steve Mormando (USA) · 2–5 · Vaszil Etropolszki (BUL) · 4–5 · Gianfranco Dalla Barba (ITA) · 4–5   | 5.        | kiesett                                 | kiesett                     |                   | kiesett                       | kiesett                      |                             |                   | kiesett                            | kiesett                                   | kiesett                                   | 18.      |
| Leszek Bandach Waldemar Ciesielczyk Piotr Kiełpikowski Marian Sypniewski Bogusław Zych  | Tőr, csapat       | 2. csoport · Szovjetunió (URS) · 3–9 · Kanada (CAN) · 9–2 · Hongkong (HKG) · 9–0 | 2.        | |           | |           |                                         |                             |                   |                               |                              |                             |                   | NDK (GDR) · 3–9                    | Az 5–8. helyért · Olaszország (ITA) · 9–7 | Az 5. helyért · Franciaország (FRA) · 8–8 | 5.       |
| Ludomir Chronowski Witold Gadomski Piotr Kiełpikowski Cezary Siess Bogusław Zych        | Párbajtőr, csapat | 3. csoport · Franciaország (FRA) · 4–9 · Kuvait (KUW) · 9–1 | 2.        | |           | |           | Svédország (SWE) · 6–9                  |                             |                   |                               |                              |                             |                   | kiesett                            | kiesett                                   | kiesett                                   | 10.      |
| Marek Gniewkowski Robert Kościelniakowski Andrzej Kostrzewa Janusz Olech Tadeusz Piguła | Kard, csapat      | 3. csoport · Szovjetunió (URS) · 7–9 · Kanada (CAN) · 9–3 · Kína (CHN) · 9–1 | 2.        | |           | |           |                                         |                             |                   |                               |                              |                             |                   | Magyarország (HUN) · 8 (57)–8 (60) |                                           | Az 5. helyért · NSZK (FRG) · 9–4          | 5.       |

Női
| Versenyző                                                                              | Versenyszám | Selejtező | Selejtező | Selejtező | Selejtező | Selejtező | Selejtező | Főtábla                           | Főtábla                       | Vigaszág          | Vigaszág          | Negyeddöntő       | Elődöntő          | Döntő             | Helyezés |
| Versenyző                                                                              | Versenyszám | 1. kör | 1. kör    | 2. kör | 2. kör    | 3. kör | 3. kör    | 1. kör                            | 2. kör                        | 1. kör            | 2. kör            | Negyeddöntő       | Elődöntő          | Döntő             | Helyezés |
| Versenyző                                                                              | Versenyszám | Ellenfél Eredmény | Hely.     | Ellenfél Eredmény | Hely.     | Ellenfél Eredmény | Hely.     | Ellenfél Eredmény                 | Ellenfél Eredmény             | Ellenfél Eredmény | Ellenfél Eredmény | Ellenfél Eredmény | Ellenfél Eredmény | Ellenfél Eredmény | Helyezés |
| -------------------------------------------------------------------------------------- | ----------- | --- | --------- | --- | --------- | --- | --------- | --------------------------------- | ----------------------------- | ----------------- | ----------------- | ----------------- | ----------------- | ----------------- | -------- |
| Jolanta Królikowska                                                                    | Tőr, egyéni | 7. csoport · Morikava Akemi (JPN) · 5–3 · Stefanek Gertrúd (HUN) · 5–4 · Madeleine Philion (CAN) · 2–5 · Margherita Zalaffi (ITA) · 1–5                     | 4.        | 6. csoport · Luan Csü-csie (Luan Ju-jie) (CHN) · 2–5 · Laurence Modaine-Cessac (FRA) · 5–2 · Elisabeta Guzganu-Tufan (ROU) · 5–1 · Madeleine Philion (CAN) · 3–5 · Olga Voscsakina (URS) · 3–5 | 4.        | 4. csoport · Liz Thurley (GBR) · 2–5 · Isabelle Spennato (FRA) · 5–1 · Caitlin Bilodeaux (USA) · 5–1 · Zita-Eva Funkenhauser (FRG) · 4–5 · Stefanek Gertrúd (HUN) · 4–5              | 4.        | Tatyjana Szadovszkaja (URS) · 6–8 | Caitlin Bilodeaux (USA) · 6–8 | kiesett           | kiesett           | kiesett           | kiesett           | kiesett           | 15.      |
| Anna Sobczak                                                                           | Tőr, egyéni | 3. csoport · Yung Yim King (HKG) · 5–0 · Sin Szongdzsa (Sin Seong-Ja) (KOR) · 5–4 · Luan Csü-csie (Luan Ju-jie) (CHN) · 5–2 · Caitlin Bilodeaux (USA) · 3–5 | 2.        | 2. csoport · Annapia Gandolfi (ITA) · 4–5 · Thalie Tremblay (CAN) · 5–4 · Isabelle Spennato (FRA) · 5–1 · Anja Fichtel-Mauritz (FRG) · 3–5 · Thak Cshongim (Tak Jeong-Im) (KOR) · 3–5          | 4.        | 3. csoport · Reka Zsofia Lazăr-Szabo (ROU) · 2–5 · Jánosi Zsuzsa (HUN) · 4–5 · Anja Fichtel-Mauritz (FRG) · 3–5 · Tatyjana Szadovszkaja (URS) · 2–5 · Margherita Zalaffi (ITA) · 1–5 | 6.        | kiesett                           | kiesett                       | kiesett           | kiesett           | kiesett           | kiesett           | kiesett           | 23.      |
| Agnieszka Dubrawska                                                                    | Tőr, egyéni | 5. csoport · Pak Unhi (Park Eun-Hui) (KOR) · 5–1 · Fiona McIntosh (GBR) · 5–4 · Szun Hung-jün (Sun Hongyun) (CHN) · 4–5 · Anja Fichtel-Mauritz (FRG) · 4–5  | 3.        | 5. csoport · Brigitte Latrille-Gaudin (FRA) · 5–2 · Kovács Edit (HUN) · 4–5 · Reka Zsofia Lazăr-Szabo (ROU) · 1–5 · Sabine Bau (FRG) · 4–5 · Margherita Zalaffi (ITA) · 2–5                    | 6.        | kiesett | kiesett   | kiesett                           | kiesett                       | kiesett           | kiesett           | kiesett           | kiesett           | kiesett           | 30.      |
| Małgorzata Breś Agnieszka Dubrawska Jolanta Królikowska Hanna Prusakowska Anna Sobczak | Tőr, csapat | 3. csoport · Szovjetunió (URS) · 6–9 · Franciaország (FRA) · 3–9                                                                                            | 3.        | |           | |           |                                   |                               |                   |                   | kiesett           | kiesett           | kiesett           | 10.      |